# Фенциклідин
Фенциклідин або фенілциклогесил піперидин (ФЦП, ангельський пил) — синтетичний фармакологічний препарат для довенного наркозу, антагоніст NMDA-рецепторів; дисоціативна речовина. ФЦП може спричиняти галюцинації, викривлене сприйняття звуків та насильницьку поведінку. У рекреаційних цілях препарат здебільшого курять, рідше — приймають перорально або довенно.
До побічних ефектів вживання фенциклідину належать судоми, кома, залежність та підвищений ризик самогубства. За хімічною структурою ФЦП належить до класу арилциклогексиламінів, а фармакологічно — є дисоціативним анестетиком.
Найбільше споживання ФЦП припадає на США. Хоч пік вживання речовини в Сполучених Штатах відбувся в 1970-х роках, в період між 2005 та 2011 роками спостерігалось зростання кількості ушпиталень до відділень екстреної допомоги, пов'язаних із вживання ФЦП. Станом на 2017 рік, близько 1 % дванадцятикласників звітували про вживання ФЦП упродовж попереднього року, та 2,9 % осіб старших 25 років звітували про вживання речовини хоч раз у житті.
Уперше ФЦП було синтезовано 1926 року, а в 1950-х роках засіб надійшов на ринок як анестезуючий засіб. 1965 року в США було заборонено використання речовини у людей через високі ймовірності побічних ефектів; на тварин заборона була поширена 1978 року. У США речовина включена до списку II наркотичних засобів.